# Støj (film fra 2015)
 For alternative betydninger, se Støj (flertydig). (Se også artikler, som begynder med Støj)
Støj er en dansk kort komediefilm for børn fra 2015. Filmen er en filmskolefilm instrueret af Oscar Anker Wiedemann og produceret af Odense Filmværksted.

## Handling
Jesper ønsker at fri til Sofie, men har svært ved at trænge igennem de vigtige billeder, updates og kommentarer, Sofie modtager på sin telefon. Jesper befinder sig trods sit nærvær bagerst i køen af nyheder og venner.

## Medvirkende
- Kim Christiansen, Jesper
- Ditte Egegaard Hennild, Sofie
- Emil Anker Wiedemann, Tjener